# Adolfo Marini
Adolfo Marini (Viterbo, 1917 – Africa Settentrionale Italiana, 3 gennaio 1941) è stato un militare italiano insignito della medaglia d'oro al valor militare alla memoria nel corso della seconda guerra mondiale.

## Biografia
Nacque a Viterbo nel 1917, figlio di Severino.  Chiamato a prestare servizio militare di leva nel Regio Esercito nel marzo 1938, fu assegnato al 116º Reggimento fanteria "Marmarica" del XXI Corpo d'armata di stanza in Cirenaica. Frequentato il corso goniometristi venne promosso caporale il 27 agosto successivo e caporale maggiore il 18 gennaio 1939. Trattenuto in servizio attivo, conseguì la promozione a sergente goniometrista ai primi del 1940, assegnato alla batteria di accompagnamento reggimentale da 65/17. Cadde in combattimento il 3 gennaio 1941, durante l'Operazione Compass, e fu insignito della medaglia d'oro al valor militare alla memoria.